# Midget Tossing
Midget Tossing — дебютний студійний альбом американського гурту Yellowcard. Виданий 1 квітня 1997 року лейблом DIY Records. Пісні «Sue» та «Uphill Both Ways» з’явились на наступному альбомі Where We Stand.

## Список пісень
1. "2 Quarts" - 3:00
2. "Possessions" - 1:55
3. "Sue" - 2:24
4. "American't" - 3:00
5. "Uphill Both Ways" - 3:58
6. "Me First" - 3:48
7. "For the Longest Time" - 1:38
8. "Get Off the Couch" - 2:46
9. "Interlewd" - 1:46
10. "Someday" - 3:53
11. "Goodbye" - 6:17